# Theodoor Van Tichelen
Theodoor Van Tichelen (Stabroek, 2 september 1877 –  Sint-Gillis, 4 december 1945) was een Vlaamse schrijver, vertaler en priester.

## Biografie
Na zijn studies aan het Klein Seminarie te Hoogstraten studeerde Van Tichelen verder wijsbegeerte te Leuven en legde hij zich speciaal toe op Bijbelstudie. 
In 1905 ontving hij zijn wijding als rooms-katholiek priester en gaf hij les aan het seminarie te Mechelen. Tussen 1906 en 1908 volgde Van Tichelen een specialisatie in de Bijbelse geschiedenis aan de Bijbelschool te Jeruzalem. 
Later ontpopte hij zich als een voorstander van de vernederlandsing van het onderwijs. 
Uiteindelijk bleek zijn Vlaamsgezindheid het knelpunt te zijn voor zijn benoeming als professor in de Bijbelexegese aan het grootseminarie te Mechelen.
Hij stichtte het tijdschrift Ons geloof samen met dhr. H. Coppens, waarvan hij de hoofdredacteur was. Daarnaast is ook Onze Studiën, een naslagwerk over Bijbelstudie van zijn hand.